# 투바인
투바인(투바어: Тывалар)은 러시아의 투바 공화국에 거주하는 민족으로, 튀르크어계의 투바어를 사용하고 있다. 이들은 원래 몽골계 민족이나 튀르크족의 오랜 지배로 언어가 튀르크화되었다.

## 문화
투바인 음악은 회메이라는 창법을 포함하고 있다.

## 같이 보기
- 투바 공화국
- 투바어